# T-44
Der T-44 (von russisch танк für Panzer) war ein sowjetischer mittlerer Panzer. Insgesamt wurden 1823 Stück gebaut, bis zum Ende des Zweiten Weltkrieges 265, sie wurden jedoch nicht mehr im Kampf eingesetzt.

## Entwicklung
Der T-44 war eine 1944 entstandene Weiterentwicklung des T-34 vom Konstruktionsbüro Morosow (Werk No. 183). Er verfügte über eine stärkere Panzerung und war einfacher zu produzieren als der T-34, doch die Bewaffnung ließ sich nicht über die 85-mm-Kanone des T-34/85 hinaus steigern. Die erste Version des T-44 hatte Getriebeprobleme, die mit dem modifizierten T-44M gelöst wurden.
Der T-44 war der erste Panzer weltweit, der einen quer eingebauten Motor hatte. Dadurch war es möglich, den Turm weiter hinten als beim Vorgänger T 34 einzubauen, was aufgrund des zentraler liegenden Schwerpunktes für verbesserte Fahreigenschaften sorgte. Zudem wurden so zwei Schwachstellen beseitigt: Die Kanone konnte bei Bergabfahrten nicht mehr auf den Boden aufkommen, und die Fahrerluke wurde von der Front auf die Oberseite der Wanne verlegt, wodurch eine einteilige Bugplatte eingebaut werden konnte. Beim T-34 waren die Fahrerluke und die Kugelblende des Bug-MGs Schwachstellen der Bugpanzerung.
Die Entwicklung des Panzers wurde bereits 1945 eingestellt. Die Gesamtproduktion erreichte 1823 Stück, die ausschließlich zur Ausbildung eingesetzt wurden.
Der T-44 wurde zur Basis für den mittleren Panzer T-54, der 1947 mit einer 100-mm-Kanone in Dienst gestellt wurde.

## Technik
Der T-44 verfügte über ein Laufrollenlaufwerk mit fünf gummibandagierten Doppellaufrollen auf jeder Seite, die bereits die später für den T-54 und T-55 charakteristische Lücke zwischen dem ersten und zweiten Laufrollenpaar aufwiesen. Erstmals kam hier die Drehstabfederung bei einem Laufrollenlaufwerk zum Einsatz, wodurch die Höhe der Wanne gegenüber dem mit einem modifizierten Christie-Laufwerk ausgerüsteten T-34 mit seinen nahezu senkrecht stehenden Schraubenfedern gesenkt werden konnte. Der Motor war quer hinter dem Kampfraum eingebaut, was die Verlegung des Turmes in die Fahrzeugmitte ermöglichte – eine für die Zukunft richtungsweisende Bauweise. Das Wechselgetriebe befand sich hinter dem Motor im Fahrzeugheck. Die Antriebsräder saßen am Fahrzeugheck, die Leitrollen am Bug. Durch den Verzicht auf das bewegliche Bug-MG und die dadurch mögliche Reduzierung der Besatzung um den Funker/MG-Schützen war es möglich, den Innenraum zu verkleinern und einen etwas größeren Munitionsvorrat aufzunehmen. Der Kampfsatz wuchs auf 58 85-mm-Granatpatronen an.

## Bewaffnung

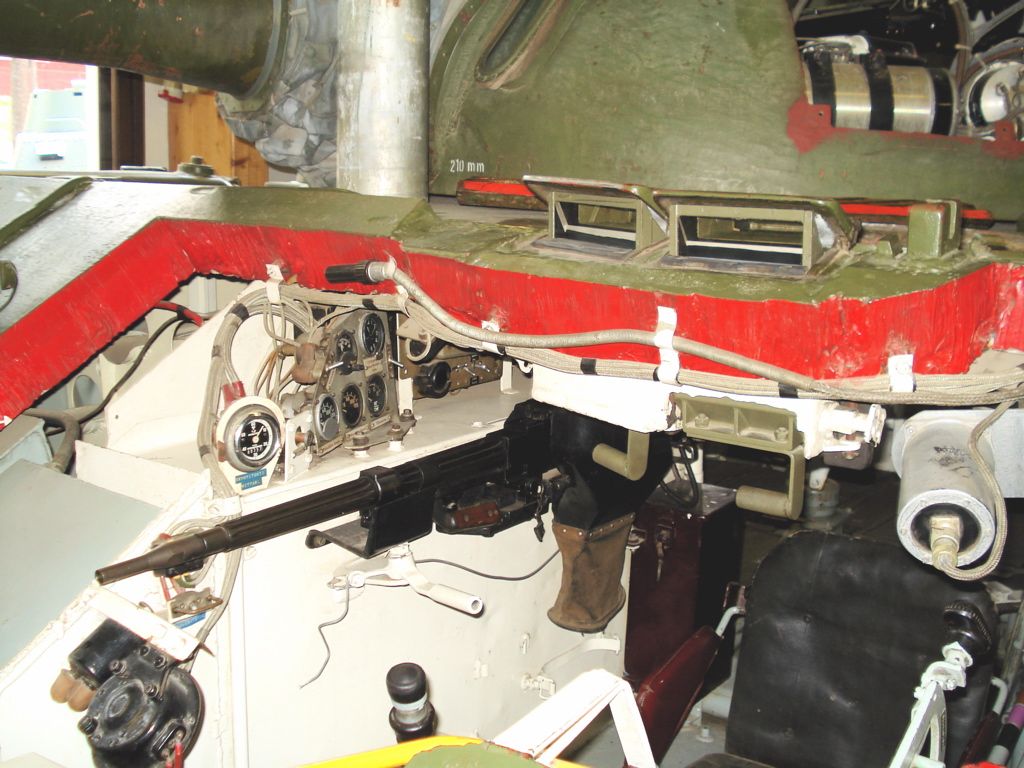
Starr eingebautes Bug-MG, hier an einem Schnittmodell eines T-54; der Einbau entspricht dem im T-44

Der T-44 war mit der 85-mm-Kanone SiS-S53 bewaffnet. Gerichtet wurde mit einem Panzerzielfernrohr des Typs TSch-16. Koaxial zur Kanone war ein MG DTM (Degtjarjow, Tank, Modifiziert) eingebaut. Ein weiteres MG dieses Typs war mittig starr im Bug eingebaut. Es schoss durch eine leicht überkalibrige Bohrung in der Bugplatte. Es war für Unterdrückungsfeuer bestimmt; gezielt werden konnte nur grob mit dem ganzen Panzer, den Auslöser betätigte der Fahrer. Diese Bauweise wurde beim T-54 beibehalten und erst mit dem T-55 aufgegeben; das Loch in der Bugplatte ist ein Merkmal zur Unterscheidung zwischen T-54 und T-55. Der Kampfsatz für beide MG betrug 2750 Schuss.

## Varianten

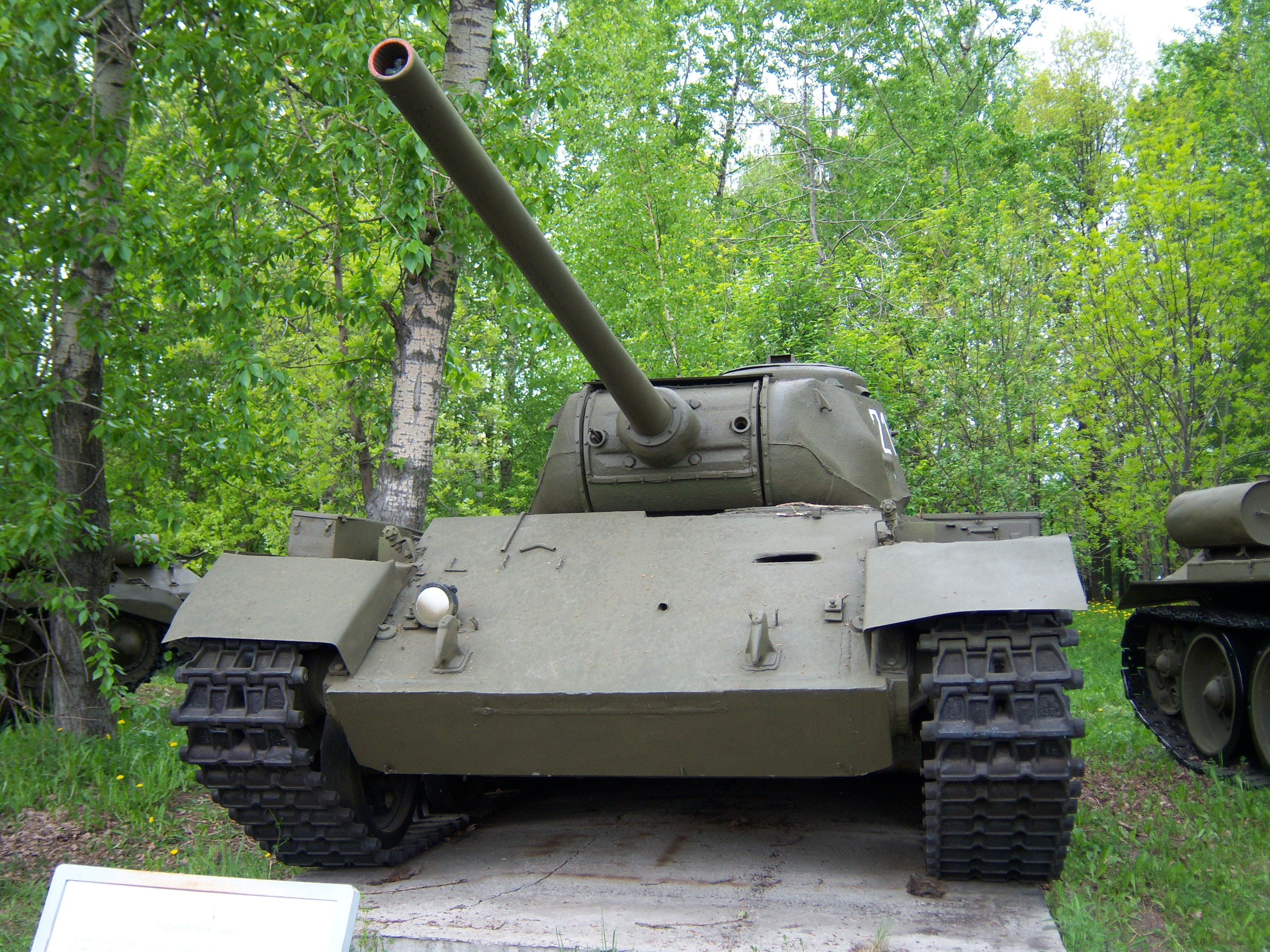
T-44-85
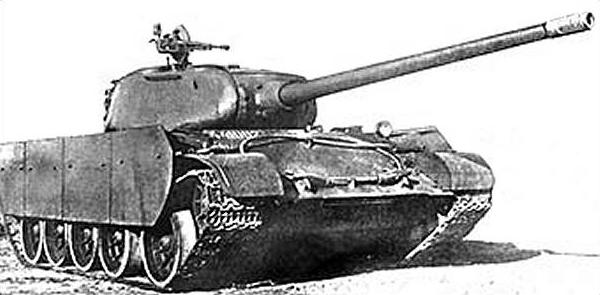
T-44-100
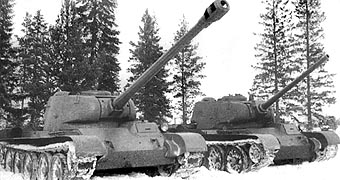
T-44-122 und T-44-85
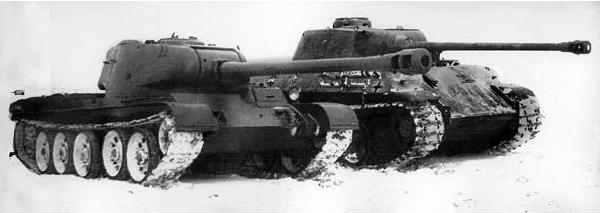
T-44-122 neben Pz. V

- T-44-85: Prototyp, mit der 85-mm-Kanone D-5T
- T-44-100: Prototyp, mit der 100-mm-Kanone D-10T; 100-mm-Bugplatte, Turmstirnwand 100 mm; Kettenschürzen
- T-44-122: Prototyp, mit der 122-mm-Kanone D-25-44T
- T-44: Serienversion, mit der 85-mm-Kanone SIS-S53
- T-44M: Modernisierung 1961, Antriebskomponenten des T-54, Nachtsicht- und Funkausstattung; 61 Granaten, 2016 Schuss MG-Munition
- T-44MK: Führungspanzer (1963), mit zusätzlichem Funkgerät R-112 und deshalb verringertem Munitionsvorrat
- T-44S: Modernisierung des T-44M von 1966, Kanone in zwei Ebenen stabilisiert
- BTS-4A: Bergepanzer auf Basis des T-44M
- SU 122-44: Prototyp eines Jagdpanzers in Kasemattbauweise, mit 122-mm-Kanone D-25S